# Aplatophis
Genre
Aplatophis est un genre de poissons anguilliformes présents dans l'Ouest de l'océan Atlantique.

## Liste d'espèces
Selon World Register of Marine Species (26 septembre 2017) :
- Aplatophis chauliodus Böhlke, 1956
- Aplatophis zorro McCosker & Robertson, 2001